# Master Works
《Master Works》是日本漫畫家創作的成人漫畫，是2018年漫畫《Master Piece》的續篇，2023年1月23日由GOT發售單行本。台灣於2023年11月17日由更生文化代理發售中文版。
該作後來改編成3話OVA，漫畫上半部分改編成《3Piece THE ANIMATION》由PinkPineapple於2023年1月27日在日本發售；下半部分改編成《Fleur THE ANIMATION》於2024年1月26日和12月20日在日本發售，同樣由PinkPineapple發行。

## 登場角色

### 3Piece
椿原優司
本名榎木優司。自幼失去父母後由椿原家收養。
椿原蜜拉（OVA聲優：川島梨乃）
由奈和仁奈的母親，優司的養母，獨力將三位孩子長大的單親媽媽。
椿原由奈（OVA聲優：木村彩香）
椿原家長女。仁奈的雙胞胎姊姊。
椿原仁奈（OVA聲優：未來羽）
椿原家次女。由奈的雙胞胎妹妹。

### Fleur
尾花
創作上遇到瓶頸的成人漫畫家。後來以創作上的取材為理由與責編東雲小姐做愛。
東雲花子
尾花的責任編輯，是個做事認真、對人溫柔，以眼鏡為標誌的巨乳美人編輯。
南夕風（OVA聲優：未來羽）
以「夕風」作為藝名出道的現役AV女優，也是尾花以前的同學。
南里皐月（OVA聲優：海原艾蕾娜）
人氣漫畫家，尾花的老師。不擅長繪畫男性角色，會以尾花的身體作為參考素材。

## 出版書籍
| GOT           | GOT                 | 更生文化       | 更生文化            |
| 發售日期      | ISBN                | 發售日期       | ISBN                |
| ------------- | ------------------- | -------------- | ------------------- |
| 2023年1月31日 | ISBN 978-4823603969 | 2023年11月17日 | ISBN 978-6269652686 |

## OVA
2022年10月26日，PinkPineapple宣布改編自《Master Works》漫畫上半部分的《3Piece THE ANIMATION》於2023年1月27日發售。該作於2022年12月成為DMM.com動漫月度銷售排行榜第一位。
改編漫畫下半部分的《Fleur THE ANIMATION》於2024年1月26日和12月20日在日本發售，同樣由PinkPineapple發行。第1卷於2024年1月成為Getchu.com動漫月度銷售排行榜第一位。第2卷於2025年4月獲得FANZA成人動畫月度排行榜第七位。

## 外部連結
- 漫畫官方網站 （日語）